# Schönhausen (Nümbrecht)
Schönhausen ist ein Ortsteil von Nümbrecht im Oberbergischen Kreis im südlichen Nordrhein-Westfalen innerhalb des Regierungsbezirks Köln.

## Lage und Beschreibung
Der Ort liegt rund 3 Kilometer nordöstlich von Ruppichteroth an der  B 478. Schönhausen ist der südlichste Ort im Gebiet der Gemeinde Nümbrecht, deren Zentrum sich rund 5,5 Kilometer nordöstlich befindet.

## Bus- und Bahnverbindungen

### Linienbus
Haltestelle: Schönhausen
- 346 Nümbrecht-Schulzentrum (OVAG, Schulbus)
- 530 Waldbröl, Hennef Bhf. (OVAG)